# Черные металлы
«Черные металлы» — єдиний у Росії щомісячний російсько-німецький металургійний журнал, що видається у співпраці з німецьким виданням — «Stahl und Eisen».
Журнал публікує матеріали по всьому спектру проблем зарубіжної та національної чорної металургії.
Видається з 1961 р., Об'єм до 96 смуг, тираж до 1000 прим. ISSN 0132-0890.
Спочатку він був перекладом російською мовою провідного європейського металургійного журналу «Stahl und Eisen» (Німеччина). З 1998 р., після входження до складу Видавничого дому «Руда и Металлы», друкує як закордонних так і російських авторів.
Додаток до журналу: «CIS iron & steel review». Видається з 2006 р., обсяг до 100 стор., тираж до 1000 прим. ISSN 2072-0815.
Адреса: Россия, 119049, Москва, Ленинский пр-т, д. 6, ком. 617
Почтовый адрес: Россия, 119049, Москва, а/я 71